# Dlăgnevo
Dlăgnevo (în bulgară Длъгнево) este un sat în Obștina Dimitrovgrad, Regiunea Haskovo, Bulgaria.

## Demografie
Componența etnică a satului Dlăgnevo
     Romi (5,67%)
     Bulgari (91,48%)
     Nicio identificare (2,83%)
     Altele (0%)
La recensământul din 2011, populația satului Dlăgnevo era de 141 locuitori. Din punct de vedere etnic, majoritatea locuitorilor (91,48%) erau bulgari, cu o minoritate de romi (5,67%). Pentru 2,83% din locuitori nu este cunoscută apartenența etnică.

## Hărți
- bgmaps.com
- emaps.bg
- Google